# Arupita
L'arupita és un mineral de la classe dels fosfats que pertany al grup de la vivianita. Va ser anomenada l'any 1990 per Vagn Fabius Buchwald en honor del danès Hans Henning Arup (1928-).

## Característiques
L'arupita és un fosfat hidratat de níquel de fórmula química Ni₃(PO₄)₂(H₂O)₈. Cristal·litza en el sistema monoclínic formant cristalls prismàtics curts d'uns 5 microns de color blau. Pertany al grup de la vivianita, sent l'anàleg amb níquel de l'espècie que dona nom al grup. La seva duresa a l'escala de Mohs es troba entre 1,5 i 2, sent un mineral força tou.
Segons la classificació de Nickel-Strunz, l'arupita pertany a «08.CE: Fosfats sense anions addicionals, amb H₂O, només amb cations de mida mitjana, RO₄:H₂O sobre 1:2,5» juntament amb els següents minerals: chudobaïta, geigerita, newberyita, brassita, fosforrösslerita, rösslerita, metaswitzerita, switzerita, lindackerita, ondrušita, veselovskýita, pradetita, klajita, bobierrita, annabergita, barićita, eritrita, ferrisimplesita, hörnesita, köttigita, manganohörnesita, parasimplesita, vivianita, pakhomovskyita, simplesita, cattiïta, koninckita, kaňkita, steigerita, metaschoderita, schoderita, malhmoodita, zigrasita, santabarbaraïta i metaköttigita.

## Formació i jaciments
Es forma en meteorits de ferro rics en níquel a la intempèrie. Sol trobar-se associada a altres minerals com: reevesita, honessita, akaganeïta, hematites, goethita o magnetita. Va ser trobada per primera vegada l'any 1990 al meteorit Santa Catarina, a Morro do Rócio (São Francisco do Sul, Santa Catarina, Brasil). També se n'ha trobat a Sugashima, a la ciutat de Toba (illa de Honshu, Japó).